# 樋貝詮三

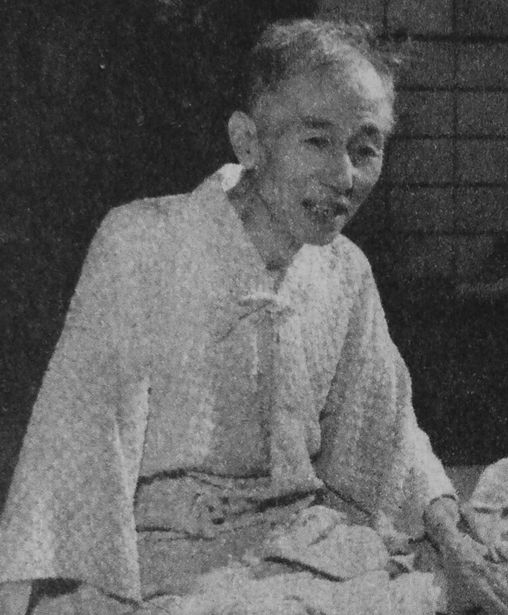
1952年

樋貝 詮三（ひがい せんぞう、1890年〈明治23年〉4月3日 - 1953年〈昭和28年〉1月1日）は、日本の政治家、法学者。法学博士。保険院長官、衆議院議員、第37代衆議院議長、第3次吉田内閣国務大臣・賠償庁長官を歴任した。

## 来歴・人物
山梨県東山梨郡勝沼町（現・甲州市）出身。日川中学、中央大学夜間法科在学中に文官高等試験に合格し、1918年に京都帝国大学法科大学を卒業。卒業後は法制官僚となり、法制局に勤務の傍ら中央大学講師を務め、内閣恩給局長・保険院長官などを歴任。1943年、『海の慣習法』で京都帝国大学法学博士。
1946年の戦後最初に行われた第22回衆議院議員総選挙では、郷里の山梨から日本自由党（鳩山自由党）の公認候補として擁立されて出馬し、当選する。その後、鈴木正文と自由党山梨県支部を結成する。山梨県全県区の第24回衆議院議員総選挙まで3期選出され、1952年10月の第25回衆議院議員総選挙には出馬せず引退した。
樋貝は当選一回の新人議員でありながら衆議院議長に就任し、戦後改革の審議を取り仕切った。1946年6月21日、紛糾していた本会議において議長として全ての者を沈黙させる号鈴を鳴らしたが、さらに議場が紛糾してしまう事態になった。議長退任後は皇室典範委員長を経て第3次吉田内閣で国務大臣・賠償庁長官を務めた。

## 栄典
- 1940年（昭和15年）8月15日 - 紀元二千六百年祝典記念章[1]

## 親族
- 元夫人の小川正子は従妹（ハンセン病医療を行った女医、作家）。

## 著書
- 『恩給法原論』巌松堂書店、1922年。
- 『海商法提要』巌松堂書店、1923年。
- 『新恩給法釈義』良書普及会、1923年。
- 『昭和八年改正恩給法解説』良書普及会、1933年。
- 『海の慣習法』良書普及会、1943年。